# Jens Arnold Diderich Jensen
Pour les articles homonymes, voir Jensen et Jens Jensen.
Jens Arnold Diderich Jensen (à partir de 1911 Jens Arnold Diderich Jensen Bildsøe), né le 24 juillet 1849 à Flensbourg et mort le 24 novembre 1936 à Copenhague, est un officier de marine danois, explorateur polaire, auteur et Beamter. En 1878, il rentre plus loin dans l'inlandsis du Groenland que personne avant lui.

## Biographie

### Naissance
Jens Arnold Diderich Jensen naît le 24 juillet 1849 à Flensbourg. Il est le fils du marchand et propriétaire d'usine Hans Jensen (1816-1876), et de sa femme Magdalene Ahlers (1811-1881).

### Carrière
Il entame une carrière militaire dans la marine royale danoise, atteignant le rang de Kaptajn en 1886 et de Komandør en 1901.
En tant que oberleutnant, il participe à l'expédition menée par le géologue K. J. V. Steenstrup (en) dans le district de Frederikshåb (Paamiut), à l'ouest du Groenland, en 1877. L'objectif est de cartographier la côte, fortement découpée par des fjords, et si possible de progresser sur la glace intérieure. Cette dernière n'aboutit pas en raison de difficultés imprévisibles et de conditions météorologiques défavorables. Cependant, la côte est cartographiée par J. A. D. Jensen et les montagnes les plus saillantes sont relevées. Les membres de l'expédition collectent des minéraux et déterminent les débits des glaciers.

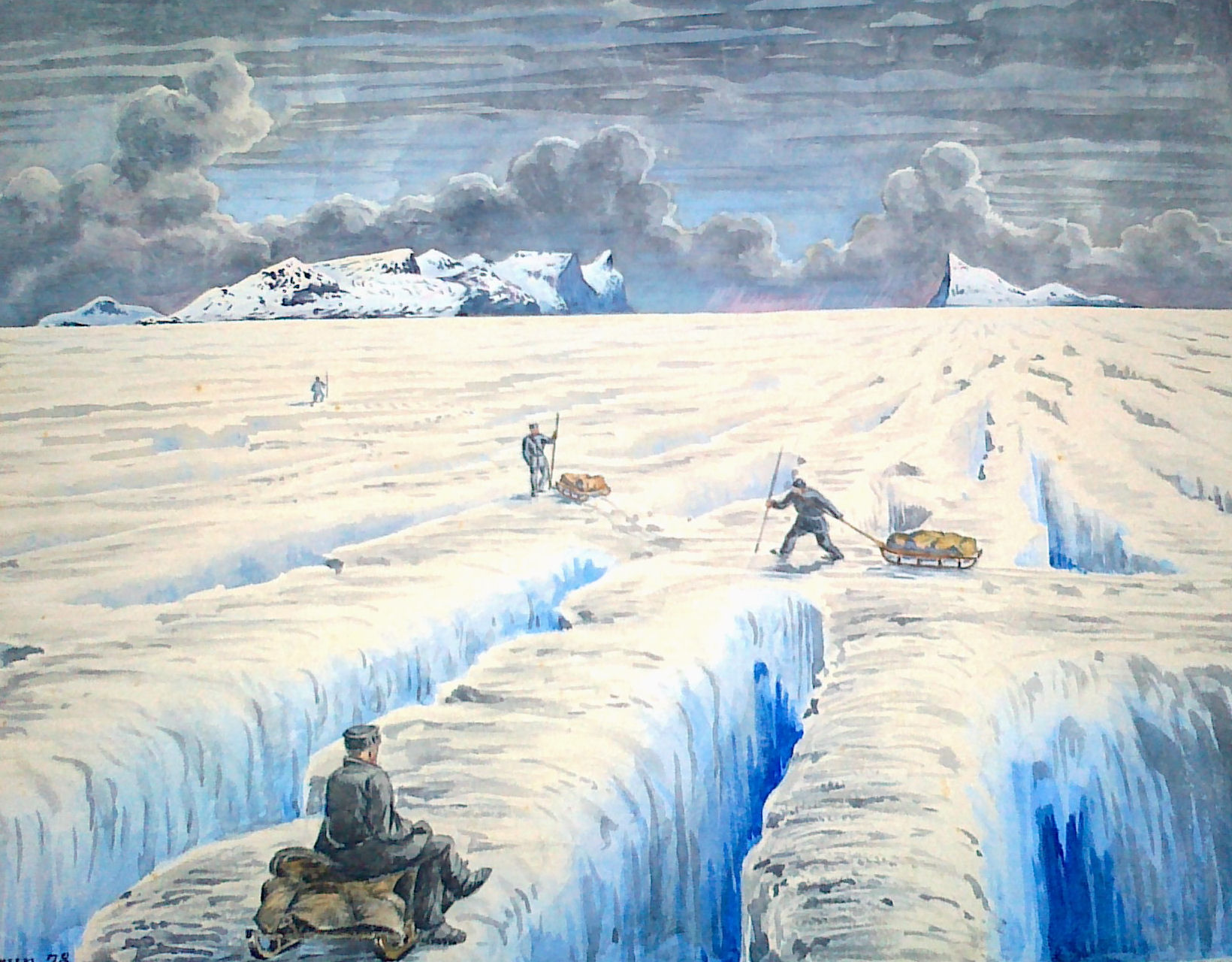
La marche de J. A. D. Jensen à travers l'inlandsis (dessin : A. Kornerup, 1878).

L'année suivante, le travail se poursuit - désormais sous la direction de J. A. D. Jensen - et la côte entre les fjords Ameralik et Tininnertooq est cartographiée. Une attention particulière est accordée aux ruines de la colonie occidentale de Grænlendingar. L'avancée de trois semaines sur la glace intérieure constitue un remarquable exploit de pionnier. Avec l'ingénieur Andreas Kornerup (1857-1881), l'architecte Thorvald Groth (1847-1891) et l'Inuit Habakuk, il fait l'ascension du glacier Frederikshåb (en groenlandais : Sioqqap Sermia). Les hommes transportent 200 kg d'équipement et de provisions sur leurs traîneaux. Atteints de cécité des neiges, ils marchent sur la surface de l'inlandsis, caractérisée par des crevasses et des rivières d'eau de fonte, pendant 70 km jusqu'à ce qu'ils atteignent un groupe de nunataks, qui portent aujourd'hui le nom de J. A. D. Jensen Nunatakker. L'expédition atteint une altitude maximale de 1 543 m et fournit des informations sur les conditions glaciologiques de cette région riche en nunataks. Les observations astronomiques et météorologiques de J. A. D. Jensen, ainsi que les plantes et les échantillons de roche recueillis aux nunataks, ont également une valeur scientifique.
En 1879, J. A. D. Jensen dirige une autre expédition à l'ouest du Groenland, explorant et cartographiant la côte entre Kangaatsiaq et Holsteinsborg (Sisimiut). En 1881-1883, il dirige des enquêtes militaires dans les eaux danoises avant de retourner au Groenland en 1884 et en 1885, avec Carl Hartwig Ryder, pour cartographier à nouveau les sections côtières, collecter des roches et des plantes et explorer les ruines de Grænlendingar.
De 1887 à 1888, J. A. D. Jensen est capitaine du navire à vapeur Hvidbjørnen, utilisé pour le commerce avec le Groenland. Il cède le commandement à Vilhelm Garde lorsque celui-ci est nommé Navigationsdirektør, le fonctionnaire responsable des écoles maritimes danoises. À ce titre, il rédige plusieurs manuels de navigation et un traité de droit maritime danois. Il publie ses rapports d'expédition dans le Meddelelser om Grønland (en).
Il changé de nom de famille en Bildsøe le 25 novembre 1911. Il est membre du conseil d'administration de la Société royale de géographie du Danemark de 1914 à 1931, puis membre honoraire.
En 1921, il prend sa retraite, mais reste membre du jury d'examen des écoles maritimes danoises jusqu'en 1926.

### Mariages
Il épouse Manna Helene Grove (1861-1903) le 31 mars 1887. Après son décès, il épouse Frederikke Magdalene Bendz Kielland (1880-1943) le 18 mai 1904.

### Mort
En 1936, il meurt à Copenhague à l'âge de 87 ans.

## Honneurs
Il reçoit les médailles et décorations suivantes :
- Ritter (1880) et Commandeur de deuxième classe (1921) de l'Ordre de Dannebrog
- Dannebrogsmänner-Ehrenzeichen

Les objets géographiques suivants portent son nom:
- les nunataks J. A. D. Jensen Nunatakker  (♁62° 50′ N, 48° 56′ W) à l'ouest du Groenland
- les archipels J. A. D. Jensen Øer (♁74° 53′ N, 58° 3′ W) à l'ouest du Groenland
- le J. A. D. Jensen Fjord(♁68° 13′ N, 30° 6′ W) à l'est du Groenland
- Kap J. A. D. Jensen (♁68° 10′ N, 29° 50′ W), la pointe sud-est de l'île de Søkongen Ø, dans l'est du Groenland

## Publications
- Om indlandsisen i Grønland: i anledning af Dr. Nansens expedition, 1888.
- Grundrids af Læren om Ebbe og Flod, 1899.
- Lærebog i Navigation, 2 Bände, 1903–04.
- Kortfattet Navigationslære, 1908.
- Danske Søfartslove i Uddrag, 1908.
- Nautisk Almanak, vor 1891–1930.